# بابلو سوتو سوتو
بابلو سوتو سوتو (بالإسبانية: Pablo Soto Soto)‏ (7 فبراير 1995 بسانتياغو في تشيلي - ) هو لاعب كرة قدم تشيلي في مركز حراسة المرمى. لعب مع كولو-كولو وColo-Colo B ‏.

## روابط خارجية
- بابلو سوتو سوتو على موقع قاعدة بيانات كرة القدم.إي يو (الإنجليزية)
- بابلو سوتو سوتو على موقع Soccerway.com (الإنجليزية)
- بابلو سوتو سوتو على موقع AS.com (الإسبانية)